# Inkassovollmacht
Die Inkassovollmacht (auch Geldempfangsvollmacht) ist eine Vollmacht, die den Bevollmächtigten ermächtigt, Forderungen für den vollmachtgebenden Gläubiger vom Schuldner im fremden Namen mit Vertretungsmacht einzuziehen (Inkasso) oder Zahlungen entgegenzunehmen.

## Allgemeines
Der Vollmachtgeber bleibt bei der Inkassovollmacht weiterhin Gläubiger, während die einzuziehende Forderung für den Bevollmächtigten nicht nur wirtschaftlich, sondern auch formal fremd bleibt. Bei der Inkassovollmacht behält der Gläubiger seine Rechtsstellung als Gläubiger, denn er erteilt dem Bevollmächtigten lediglich eine Vollmacht in Form einer Einziehungsermächtigung. Dagegen ist die Inkassozession eine Abtretung, durch welche die Forderung auf einen neuen Gläubiger übertragen wird.
Am häufigsten kommt die Inkassovollmacht in Läden vor, wo Ladenangestellte die gesetzliche Ermächtigung besitzen, für den Geschäftsinhaber den Kaufpreis anzunehmen. Das Kerngeschäft von Inkassounternehmen besteht darin, eine fremde Forderung beim Schuldner zunächst durch außergerichtliche Mahnung, erforderlichenfalls aber auch im Rahmen des gerichtlichen Mahnverfahrens geltend zu machen.

## Rechtsfragen
Allgemeines
Die Einziehungsermächtigung ist ein abgespaltenes Gläubigerrecht und verkörpert einen Fall der Einwilligung zur Verfügung über ein fremdes, dem Einwilligenden gehörendes Recht (§ 185 BGB). Bei der Einziehungsermächtigung geht es nicht um eine eigentliche Abtrennung des Einziehungsrechts von der Forderung, sondern ausschließlich darum, einem Dritten die Befugnis zu verleihen, das einem anderen zustehende Recht im eigenen Namen gegenüber dem Schuldner geltend zu machen. Der Bevollmächtigte kann über die Forderung nur durch Einziehung im eigenen Namen verfügen und sie – bei Vorhandensein eigenen Interesses – gegebenenfalls auch im eigenen Namen einklagen.
Eine Inkassovollmacht erstreckt sich auf alle Rechtshandlungen, die mit dem Einzug von Forderungen verbunden sind. Dazu gehören insbesondere das Mahnwesen, die Berechnung von Verzugszinsen und die Entgegennahme von Zahlungen auf die Forderung. Letztere ist mit einer Zugangsfiktion verbunden, denn die vom Inkassobevollmächtigten entgegengenommene Zahlung gilt als dem Vollmachtgeber zugegangen. Diese Zugangsfiktion greift jedoch nicht, wenn dem Schuldner bekannt oder infolge grober Fahrlässigkeit unbekannt ist, dass der Bevollmächtigte nicht zur Entgegennahme von Zahlungen befugt ist. Der Schuldner zahlt deshalb nur dann mit schuldbefreiender Wirkung, wenn der Zahlungsempfänger eine gesetzlich vorgesehene oder vertragliche Vollmacht des Gläubigers zur Entgegennahme der Zahlung besitzt.
Die Inkassovollmacht kommt in verschiedenen Rechtsgebieten vor:
Handelsrecht
Im Handelsrecht umfasst die Prokura nach § 49 HGB auch die Vollmacht, Zahlungen einzuziehen und entgegenzunehmen. Das gilt ebenso gemäß § 54 HGB für die Handlungsvollmacht. Handlungsreisende und Handelsvertreter sind dagegen ohne ausdrückliche Inkassovollmacht nicht befugt, Zahlungsfristen zu gewähren oder Zahlungen entgegenzunehmen (§ 55 HGB). Zur Annahme von Zahlungen sind sie nur berechtigt, wenn sie dazu ausdrücklich bevollmächtigt sind (§ 55 Abs. 3 HGB). Wer in einem Laden oder in einem offenen Warenlager angestellt ist, gilt gemäß § 56 HGB als ermächtigt zu Verkäufen und Empfangnahmen von Zahlungsmitteln, die in einem derartigen Laden oder Warenlager gewöhnlich geschehen. Die Vorschrift soll Kunden von Nachforschungspflichten freistellen, ob und in welchem Umfang die Ladenangestellten zur Entgegennahme des Kaufpreises befugt sind. Ist eine Kasse eingerichtet, so hat alleine der Kassierer diese Vollmacht. Nach § 97 HGB gilt der Handelsmakler im Zweifel als nicht ermächtigt, eine Zahlung oder eine andere im Vertrag bedungene Leistung in Empfang zu nehmen. Schaffner oder angestellte Taxifahrer dagegen haben im Regelfall eine Inkassovollmacht.
Inkassounternehmen
Die Geltendmachung der Forderung durch ein Inkassounternehmen geschieht entweder auf der Grundlage einer Inkassovollmacht (§ 2 Abs. 2 Alt. 1 RDG) oder einer Sicherungsabtretung (§ 2 Abs. 2 Alt. 2 RDG). Bei der Inkassovollmacht behält der Gläubiger seine Rechtsstellung als Gläubiger, denn er erteilt dem Inkassounternehmen lediglich eine Vollmacht zum Einzug der Forderung. Die Sicherungsabtretung ist erst nach Eintritt des Sicherungsfalls zulässig und erfolgt daher wesentlich im eigenen Interesse des Zessionars.
Reiserecht
Im Reiserecht gilt gemäß § 651v Abs. 2 BGB ein Reisevermittler als vom Reiseveranstalter zur Annahme von Zahlungen auf den Reisepreis ermächtigt, wenn er dem Reisenden eine entsprechende Abschrift oder Bestätigung des Vertrags zur Verfügung stellt oder sonstige dem Reiseveranstalter zuzurechnende Umstände ergeben, dass er von diesem damit betraut ist, Pauschalreiseverträge für ihn zu vermitteln. Dabei handelt es sich um eine gesetzliche Vermutung der Inkassovollmacht. Für die Annahme von Zahlungen auf den Reisepreis durch den Reisevermittler gilt § 651t Nr. 2 BGB wegen Vorauszahlungen und Reisesicherungsschein entsprechend.
Versicherungsrecht
Das Versicherungsrecht kennt mit § 69 Abs. 2 Satz 1 VVG eine gesetzlich fingierte Inkassovollmacht für den Versicherungsvertreter. Diese gilt auch für Angestellte des Versicherers im Außendienst. Dagegen ist der Versicherungsmakler nicht mit einer gesetzlichen Inkassozession ausgestattet, weil die aus dieser resultierende Zugangsfiktion für den Versicherungsmakler unangemessen sei, da er auf Seiten des Kunden stehe.
Zwangsvollstreckungsrecht
Im Zwangsvollstreckungsrecht ist gelegentlich von der Geldempfangsvollmacht die Rede, welche die Entgegennahme von Geldern legitimiert. Bei Rechtsanwälten kann diese ausdrücklich im Mandat berücksichtigt werden. Sie kommt vor etwa beim Pfändungs- und Überweisungsbeschluss, in welchen eine Zahlstelle aufgenommen werden darf, an den der Drittschuldner zu zahlen hat. Dieser muss das Bestehen einer Geldempfangsvollmacht vor seiner Zahlung prüfen. Die Prozessvollmacht ermächtigt zur Empfangnahme gepfändeter Geldbeträge grundsätzlich nur in Höhe der titulierten Anwaltskosten. Im Übrigen bedarf es des Nachweises einer gesonderten Geldempfangsvollmacht.

## Wirtschaftliche Aspekte
Wie bei jeder Vollmacht muss der Vollmachtgeber darauf vertrauen können, dass der Bevollmächtigte die Vollmacht im Sinne des Vollmachtgebers ausführt. Der Vollmachtgeber unterliegt dem Risiko, dass der Bevollmächtigte die eingezogene Zahlung unterschlägt und nicht an den Vollmachtgeber weiterleitet. Allerdings ist etwa im Falle einer Geldempfangsvollmacht die Aufrechnung mit rückständigen Anwaltskosten möglich.

## International
In der schweizerischen Literatur wird die Abspaltung der Einziehungsbefugnis vom eigentlichen Gläubigerrecht nur sehr rudimentär und in aller Regel im Zusammenhang mit dem Zessionsrecht behandelt. Die Inkassovollmacht ist die Vertretung des Gläubigers bei der Geltendmachung seiner Forderung gegenüber dem Schuldner. Sie ist eine Unterart der in Art. 32 OR geregelten Vollmacht. Der Bevollmächtigte hat das Recht zur Mahnung und zum Einzug von Guthaben, zur Einleitung der Betreibung und zur Einleitung von Rechtsöffnungsverfahren. Im Betreibungsverfahren (ähnlich dem deutschen Mahnverfahren) können in der Schweiz – anders als im deutschen Recht – außerprozessuale Vertretungskosten dem Schuldner nicht überwälzt werden (Art. 27 Abs. 2 SchKG).
In Österreich besitzt der Prokurist nach § 49 Abs. 1 UGB auch die Inkassovollmacht, für sein Unternehmen Forderungen einzutreiben. Dies gilt gemäß § 54 Abs. 1 UGB ebenfalls für den Handelsbevollmächtigten. Eine gesetzliche Einziehungsvollmacht besitzen auch die Kassier(er) und Ladenangestellte nach § 56 UGB, der Versicherungsvertreter (§ 45 Abs. 1 Nr. 4 VVG) oder der Straßenbahnschaffner.